# Justizvollzugsanstalt Billwerder

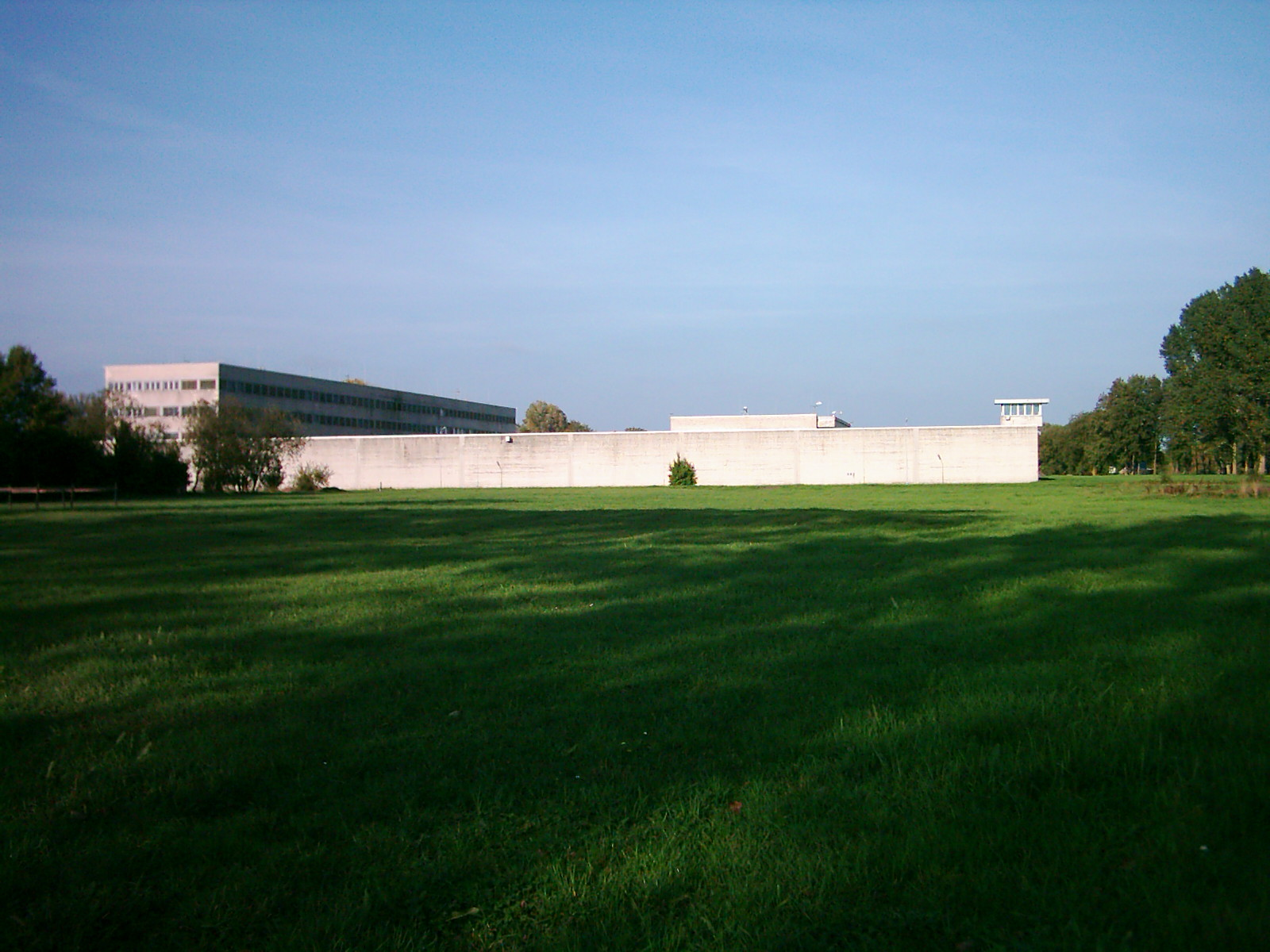
Die ehemalige Justizvollzugsanstalt (JVA) Vierlande

Die Justizvollzugsanstalt Billwerder ist eine Hamburger Justizvollzugsanstalt im Stadtteil Billwerder.

## Geschichte

### Das ursprüngliche Konzept der JVA Billwerder in Hamburg
Der Senat der Freien und Hansestadt Hamburg hatte in den 1980er-Jahren beschlossen, die seit 1949 andauernde Nutzung des Geländes und etlicher Gebäude des ehemaligen KZ Neuengamme durch die dortige Justizvollzugsanstalt Vierlande zugunsten eines Ausbaus der KZ-Gedenkstätte zu beenden.
Die JVA Vierlande als Anstalt des offenen Vollzuges mit rund 400 Plätzen für erwachsene Männer sollte also geschlossen bzw. an einen anderen Standort in Hamburg verlagert werden. Als Standort für die neu zu errichtende Anstalt hat man sich letztlich für ein 20 ha großes Grundstück im Stadtteil Billwerder entschieden, auf Elbmarschwiesen im Südosten Hamburgs unmittelbar neben der A1 gelegen.
Diese neu zu errichtende Justizvollzugsanstalt Billwerder war somit ursprünglich als Anstalt des offenen Vollzuges mit 419 Haftplätzen geplant worden.

### Politische Entscheidungen führen zur Umplanung; Fertigstellung
Die Wahl zur Hamburgischen Bürgerschaft im September 2001 brachte einen Regierungswechsel mit sich. Der damals in Koalition mit der Partei Rechtsstaatlicher Offensive und der FDP von der CDU geführte Senat setzte auf den Ausbau des geschlossenen Vollzuges – zulasten des offenen Vollzuges. Die bereits im Bau befindliche JVA Billwerder wurde entsprechend neu konzipiert. Es sollte statt einer Anstalt des offenen Vollzuges mit 419 Haftplätzen eine Anstalt des geschlossenen Vollzuges mit 803 Plätzen entstehen. Dafür war es erforderlich, innerhalb der Haftanstalt zusätzlich drei weitere Hafthäuser zu errichten. Die bis dahin errichteten Gebäude, zentralen Einrichtungen und Werkstätten wurden als erster Bauabschnitt am 30. Juni 2003 in Betrieb genommen. Die nachträglich geplanten weiteren drei Hafthäuser sowie eine zusätzliche Werkhalle als der ergänzende zweite Bauabschnitt wurden am 6. Februar 2006 in Betrieb genommen.

## Bauliche Gliederung
Die Anstalt in ihrer heute erstellten Form gliedert sich in insgesamt sieben Vollzugsabteilungen, in denen 803 Gefangene ausschließlich in Einzelhafträumen untergebracht werden können. In jeder Vollzugsabteilung stehen den dort untergebrachten Gefangenen Freizeiträume mit beispielsweise Tischtennisplatten oder Tischkickern, gemeinschaftliche Fernsehräume, eine gemeinschaftlich zu nutzende Teeküche sowie Duschen zur Verfügung. Vor jedem Hafthaus ist ein Fußball- und/oder Basketball-Kleinspielfeld angelegt worden. Daneben sind eine Sporthalle, ein Schulungs- und Qualifizierungszentrum sowie sechs Werkhallen für Betriebe und Werkstätten fertiggestellt worden.
Die Hochsicherheitsabteilung ist in Haus 6 untergebracht. In der Abteilung 6a darin werden Häftlinge, die zu ihrer eigenen Sicherheit von Mitgefangenen getrennt werden, untergebracht.

## Zuständigkeit der Anstalt
Die Justizvollzugsanstalt Billwerder ist zuständig für den Vollzug von Ersatzfreiheitsstrafen, den Vollzug von Freiheitsstrafen bei Erstverbüßern sowie den Vollzug von Freiheitsstrafen bis maximal vier Jahre bei Wiederholungsverbüßern. Für erwachsene Männer stehen 673 Haftplätze zur Verfügung, 99 Haftplätze sind für jugendliche und erwachsene weibliche Strafgefangene und Untersuchungshäftlinge vorgesehen.

## Vollzugskonzept
Mit der Vorbereitung der Inbetriebnahme des sogenannten 2. Bauabschnittes, der im Februar 2006 bezogen worden ist, war unter Auswertung der in der geschlossenen Justizvollzugsanstalt Vierlande (Anstalt IX), die zum gleichen Zeitpunkt geschlossen worden ist, ein System der „stationsgebundenen Binnendifferenzierung“ (vgl. Binnendifferenzierung) entworfen worden. Dieses Konzept sieht vor, dass die beiden Zugangsabteilungen der Anstalt jeden Gefangenen nach Abschluss der Eingangsdiagnostik entsprechend seinen individuellen Betreuungs- und Sicherungsbedürfnissen einer der Vollzugsabteilungen zuweisen, die sich hinsichtlich ihres Betreuungsangebotes und hinsichtlich ihres Sicherheitsgrades deutlich unterscheiden. Betreuungsintensivere Gefangene werden mit speziellen Behandlungsangeboten begleitet. So gibt es eine Abteilung für „Jüngere Erwachsene“, die durch gezielte Gruppen- und Einzelgesprächsangebote auf ihre Entlassung vorbereitet werden sollen. Geleitet wird diese Abteilung von einem Dipl.-Pädagogen mit einer Dipl.-Psychologin. Suchtmittelabhängige Gefangene werden in einer „Therapievorbereitenden Station“, die von einem Sozialpädagogen geleitet wird, auf eine stationäre Entwöhnungsbehandlung in der Zeit nach der Haftentlassung vorbereitet. Insgesamt 96 Haftplätze stehen für Gefangene zur Verfügung, die durch besonders engmaschige Begleitung auf die Entlassung vorzubereiten sind, denen bereits aus dem geschlossenen Vollzug heraus Vollzugslockerungen wie Ausgang und Urlaub gewährt werden oder die aufgrund ihrer Tätigkeit im Anstaltsgelände oder außerhalb weitestgehende Bewegungsfreiheit haben.

## Arbeit und Ausbildung der Gefangenen
Im Schulungszentrum werden den Gefangenen verschiedene schulische Qualifizierungsmaßnahmen (Küchenhelfer, Grundlehrgänge Holz und Metall, EDV für Lagerwirtschaft, Glas- und Gebäudereiniger pp.) angeboten. Des Weiteren bietet der Schulungsbereich für die Insassen den Erwerb von den gängigen Schulabschlüssen an sowie die Zusammenarbeit mit der Fernuniversität Hagen. Pädagogisch gut ausgebildete und engagierte Pädagogen begleiten die Insassen bei der Grundbildung und bei dem Erlernen der deutschen Sprache. Hier werden alle Stufen des Gemeinsamen Europäischen Referenzrahmens angeboten. In den Werkstätten und Betrieben der Anstalt stehen u. a. verschiedene Produktionsbetriebe, eine Tischlerei, eine Schlosserei, eine Haustechnikwerkstatt, eine Malerei sowie ein Garten- und Landschaftsbaubetrieb zur Auswahl.

## Mitarbeiter
In der JVA Billwerder sind u. a. knapp 300 Mitarbeiter im Vollzugsdienst, Juristen, Lehrkräfte, Ärzte, Krankenpfleger, Zahnärzte, Diplompsychologen sowie ein Diplompädagoge beschäftigt. Fasst man alle Gruppen von Mitarbeitern zusammen, sind in der Anstalt insgesamt etwa 370 Mitarbeiter tätig.

## Belegung und Auslastung der Anstalt
Die JVA Billwerder als gut gesicherte Anstalt des geschlossenen Vollzuges ist seit ihrer Fertigstellung durchschnittlich zwischen 80 und 95 % ausgelastet.
In der Anstalt werden Gefangene untergebracht, die kürzere bis mittlere zeitige Freiheitsstrafen zu verbüßen haben.